# 上海城市规划
上海城市规划是指上海歷屆政府出台的城市發展規劃。隨著上海開埠後人口的日益增多以及道路狹窄、車流增多、人口密度大等問題，上海地方當局就打算重新规划和改造上海城市布局，並陸續提出一些规划方案。

## 中華民國大陸時期
1926年，上海公共租界的交通委员会提出了一份规划，未來將拓宽现有道路和新建道路，並建设多层停車場。交通委员会同時又制定《上海地区发展规划》，將整个上海划分成港口、工业、商业、居住等功能区域。
1927年上海特别市建立后，提出了大上海计划。同時设上海市工务局，下设四个科。1928年9月增设第五科，負責城市规划，這意味著上海市政府將城市规划納入政府行为。中國抗日战争結束后，上海市政府又编制了大上海都市计划。

## 中華人民共和國時期
1950年3月，上海市人民政府邀请苏联专家共同提出了《关于上海市改建及发展前途问题》意见书，决定将继续扩大现有上海市区的面积。上海城市的工业和港口用地由3600公顷增加到10600公顷，绿地的面积由203公顷扩大到6875公顷。同時在五角场建设第一住宅区，在市区的西南边缘沪杭铁路方向建设第二住宅区，在浦东建设第三住宅区，在吴淞设立新的工业区。疏散人口，外迁工厂,，使全市的总人口控制在500万。
1951年10月，上海市政建设委员会编制了《上海市发展方向图(草案)》，該草案將上海的性质定位为全国轻工业的中心，其中市区人口175万，从市内迁出有严重污染和危险性的工厂。
1958年，中华人民共和国国务院把江苏省的奉贤、金山、松江、青浦、崇明、宝山、上海縣、嘉定、川沙、南汇劃給上海，上海市的辖区面积从600多平方公里扩展到6185平方公里。1959年10月，《关于上海城市总体规划的初步意见》出台，並提到要在15年左右的时间里把上海旧市区的人口逐步压缩到300万左右，控制近郊人口至100万左右，发展卫星城镇的人口到180万一200万人，市区和近郊区城市用地面积400平方公里。
上海的城市规划原本只由市政府負責。由於区一级政府的權力扩大，1988年6月，上海市人民政府給予區一級政府的規劃權，即规划的审批权属市政府，部分地区的详细规划权下放区；市属项目（1000平方米以上）市里批，区属项目区里批。
2017年12月15日，中华人民共和国国务院同意了《上海市城市总体规划（2017-2035）》。其中提到到2035年，上海市常住人口控制在2500万左右， 建设用地总规模不超过3200平方公里。